# Rotala cordata
Rotala cordata là một loài thực vật có hoa trong họ Lythraceae. Loài này được Koehne miêu tả khoa học đầu tiên năm 1880.